# Boïdatos
Un boïdatos (en grec byzantin βοϊδᾶτος/boïdátos) désigne dans la documentation fiscale byzantine un paysan propriétaire d'un demi zeugarion, unité économique et fiscale correspondant à une paire de bœufs : c'est donc un paysan ne possédant qu'un seul bœuf. Les paysans ainsi désignés correspondent à la catégorie la plus commune de la société villageoise. Cela implique l'existence d'une certaine solidarité dans la communauté villageoise dans la mesure où les boïdatoi devaient combiner leurs bœufs pour obtenir le train de labour nécessaire à la culture de leurs terres. On a en effet calculé que dans le village de Radolibos au début du XIIe siècle, la moyenne était de 0,8 bœuf par agriculteur — l'exploitant moyen était donc un boïdatos. La taille moyenne de l'exploitation d'un boïdatos atteignait entre 4 et 5 ha dans ce même village.
Cette catégorie est utilisée par le fisc byzantin pour calculer l'impôt sur les personnes physiques en se fondant sur la valeur fiscale du cultivateur déterminée d'après les moyens de production dont il dispose — essentiellement la possession ou non d'un train de labour. L'impôt est ensuite fixé à 1/24 de cette valeur, soit en théorie pour un boïdatos 1/2 nomisma pour une valeur de 12 nomismata. Mais la réalité était très diverse d'une région à l'autre et cette catégorie des boïdatoi est celle pour laquelle apparaissent les plus grandes variations d'imposition : à Alôpékai en Asie Mineure, ils versent bien 1/2 nomisma correspondant à leur valeur fiscale de 12 nomismata, mais à Dobrobikeia en Macédoine, ils sont imposés à hauteur de 22/48 nomisma (soit une estimation de 11 nomismata) et à Radolibos 26/48 nomismata (soit une estimation de 13 nomismata).